# Władca Lewawu
Władca Lewawu – powieść fantastyczna Doroty Terakowskiej z 1989 roku, zaliczana do literatury dla dzieci i młodzieży.
Bohaterem Władcy Lewawu jest wychowanek jednego z krakowskich domów dziecka, trzynastoletni Bartek. Podróżując w poszukiwaniu widywanej w snach matki, dociera do Smoczej Jamy, gdzie odkrywa przejście do innej rzeczywistości, będącej lustrzanym odbiciem Krakowa – grodu zwanego Wokarkiem. W owej alternatywnej rzeczywistości powietrze jest czyste, woda w Wiśle – niezanieczyszczona, jednak Wokarkiem rządzi tyranizujący mieszkańców satrapa, którego poddani określają mianem Nienazwanego. Bartek decyduje się wspomóc mieszkańców Wokarku – Allian – w walce z Nienazwanym.
Katarzyna Wądolny-Tatar twierdziła, że Terakowska: „odsłania uniwersalny mechanizm stopniowego uzależniania, a później zniewalania społeczeństwa przez dominującą jednostkę i system stworzony przy jej udziale (demagogia, manipulacja, relatywizm dobra i zła)”. W opinii Wądolny-Tatar „nie ma w tej powieści humoru, ale jest radość płynąca z oswajania lęku przed obcym, groźnym, nienazwanym i wiara we własne możliwości [...] przy konsekwencji i odwadze, gdy istnieje potrzeba przeciwstawiania się złu”. Małgorzata Gwadera zauważyła, że we Władcy Lewawu zawarte zostały motywy charakterystyczne dla całej prozy Terakowskiej: bohaterem jest osierocony chłopiec; ból i widmo śmierci dotyczy wszelkiego istnienia (nawet w świecie fantastycznym); wreszcie odnowa świata przedstawionego dokonuje się kosztem cierpienia bohatera.